# 宇治市立木幡小学校
宇治市立木幡小学校（うじしりつ こはたしょうがっこう）は、京都府宇治市木幡にある公立小学校。

## 沿革
- 1967年4月 - 宇治市立宇治小学校の校内に仮開校
- 1967年10月 - 現在地に移転・分離
- 1969年4月 - 体育館竣工
- 1970年3月 - 校舎を増築
- 1971年3月 - 校舎を増築
- 1971年8月 - プール竣工
- 1973年4月 - 宇治市立御蔵山小学校を分離
- 1974年4月 - 情緒障害児学級を開設
- 1978年9月 - 北校舎を増築
- 1981年 - 給食室を改造
- 1995年 - 大規模改造工事竣工
- 1996年11月 - コンピューター教室を設置
- 1999年 - 大規模改造工事竣工
- 2002年 - 大規模改造工事竣工
- 2004年 - 大規模改造工事竣工
- 2007年 - 大規模改造工事竣工
- 2010年4月 - 御蔵山小学校の児童数増加に伴い校区を変更

## 主な進学先
- 宇治市立木幡中学校

## 交通アクセス
- 奈良線 六地蔵駅または木幡駅下車
- 京阪宇治線 六地蔵駅または木幡駅下車
- 京都市営地下鉄東西線 六地蔵駅下車

## 通学区域が隣接している学校
- 宇治市立御蔵山小学校
- 宇治市立宇治小学校
- 宇治市立岡屋小学校
- 京都市立桃山南小学校
- 京都市立桃山東小学校
- 京都市立栄桜小中学校
- 京都市立春日野小学校
- 京都市立日野小学校